# Rundblattnasen
Die Rundblattnasen (Hipposideridae) sind eine Fledermausfamilie. Sie sind eng mit den Hufeisennasen (Rhinolophidae) verwandt und werden manchmal als deren Unterfamilie (Hipposiderinae) klassifiziert. Die Familie umfasst rund 80 Arten in sechs Gattungen.

## Verbreitung
Rundblattnasen sind in den tropischen und subtropischen Regionen Afrikas, Asiens und Australiens sowie in Neuguinea und auf den Salomonen verbreitet. 

## Beschreibung
Diese Fledermäuse sind vor allem durch die Form ihrer Schnauze charakterisiert. Das Nasenblatt besteht aus einer hufeisenförmigen Wölbung vorne und einer dahintergelegenen aufgerichteten Blatt, das bei vielen Arten dreigeteilt ist und an einen Dreizack erinnert. Diese Struktur dient, wie bei den meisten Fledermäusen die Ultraschallrufe durch die Nase aussenden, zur Aussendung oder Verstärkung von Ultraschalllauten, die sie zur Echoortung benötigen. Bei vielen Arten haben die Männchen eine sackförmige Drüse hinter dem Nasenblatt, die ein wachsartiges Sekret absondert. Die Ohren haben keinen Tragus. Die Färbung des Fells variiert von rötlich-orange über braun bis zu grauschwarz, in manchen Arten unterscheiden sich die Geschlechter hinsichtlich der Fellfärbung oder der Form des Nasenblattes. Rundblattnasen erreichen eine Kopfrumpflänge von 28 bis 110 Millimetern und ein Gewicht von drei bis 110 Gramm.

## Lebensweise
Als Schlafplatz dienen ihnen Höhlen, Felsspalten, Gebäude, Baumhöhlen oder Baue anderer Tiere, zum Beispiel von Stachelschweinen. Von einigen Arten ist bekannt, dass sie Winterschlaf halten; viele Arten in großen Gruppen, andere in kleinen Familiengruppen oder allein. Wie die meisten Fledermäuse sind sie nachtaktiv, am Abend verlassen sie ihre Schlafplätze, um allein oder in kleinen Gruppen auf Nahrungssuche zu gehen. Ihre Nahrung besteht fast ausschließlich aus Insekten, die sie im Flug erbeuten. Sie fliegen oft in Bodennähe und verzehren bodenbewohnende Tiere wie Käfer, Termiten oder Schaben.
Über die Fortpflanzung vieler Arten ist kaum etwas bekannt. Ein- oder zweimal im Jahr kommt meist ein einzelnes Jungtier zur Welt. Bei vielen Arten lässt sich ein verzögertes Wachstum des Embryos beobachten: die reine Tragzeit beläuft sich auf 70 bis 100 Tage, der Abstand zwischen der Paarung und der Geburt ist aber oft doppelt so lang. Jungtiere werden rund 40  bis 80 Tage gesäugt.

## Bedrohung
Der Verlust des Lebensraumes durch Umwandlung ihrer Wohngebiete in landwirtschaftlich genutzte Gebiete oder Siedlungen stellt für viele Arten eine Bedrohung dar. Drei Arten werden von der IUCN als stark bedroht gelistet: Hipposideros lamottei aus Westafrika, Hipposideros nequam aus Malaysia und Paracoelops megalotis, von der nur ein einziges Exemplar gefunden wurde. Einige weitere Arten sind bedroht oder gefährdet, für viele Arten liegen jedoch keine genauen Daten vor.

## Gattungen
- Die einzige Art der Gattung Anthops, die Blumennasen-Fledermaus (A. ornatus), ist nur von den Salomonen bekannt. Auffällig ist ihr von vielen Falten unterteiltes Nasenblatt, das an eine Blume erinnern soll.
- Die Gattung der Dreizack-Blattnasen (Asellia) umfasst vier Arten, die im nördlichen Afrika und in Asien bis nach Pakistan verbreitet sind. Sie zählen zu den an trockene Wüstenregionen am besten angepassten Fledermäusen. Der hintere Teil ihres Nasenblatts weist eine ausgeprägte Dreizackform auf.
- Die drei Arten der Gattung Aselliscus leben von Südostasien (ab Südchina über Vietnam und Myanmar) bis Neuguinea und den Salomonen. Sie zählen zu den kleinsten Vertretern ihrer Familie.
- Die Gattung Schwanzlose Blattnasen (Coelops) umfasst zwei oder drei Arten, deren Heimat Südostasien (vom östlichen Indien und Südchina bis zu den Philippinen und Bali) ist. Es sind schwanzlose Tiere mit einem braunen bis schwärzlichen Fell und kurzen, runden Ohren.
- Mit über 70 Arten sind die Altwelt-Rundblattnasen (Hipposideros) die artenreichste Gattung. Diese Tiere leben in Afrika, den südlichen Teil Asiens, auf Neuguinea, den Salomonen und Australien. Ihr Fell ist meist rötlich oder bräunlich gefärbt. Zu den Arten dieser Gattung zählen unter anderem:
  - die Dunkle Rundblattnase (Hipposideros ater) aus Australien und Südostasien
  - die Gewöhnliche Rundblattnase (Hipposideros caffer), die in Afrika südlich der Sahara verbreitet ist,
  - die Aschgraue Rundblattnase (Hipposideros cineraceus) aus Süd- und Südostasien
  - die Commerson-Rundblattnase (Hipposideros commersoni), die ebenfalls in Afrika lebt und die mit einer Kopfrumpflänge von 11 Zentimetern und einem Gewicht von bis zu 180 Gramm zu den größten Fledermäusen überhaupt zählt,
  - die Diadem-Rundblattnase (Hipposideros diadema) aus Südostasien und Nordaustralien,
  - die Cantor-Rundblattnase (Hipposideros galeritus), die in Süd- und Südostasien lebt und zu den kleinsten Vertretern der Gattung zählt,
  - die Pomona-Rundblattnase (Hipposideros pomona), die in Süd- und Südostasien lebt
  - die Schneider-Rundblattnase (Hipposideros speoris), die in Indien und Sri Lanka verbreitet ist.
- Die Vietnamesische Rundblattnase (Paracoelops megalotis) war nur von einem 1947 in Vietnam gefundenen Exemplar bekannt. Im Jahr 2012 wurde das beschädigte Exemplar noch einmal untersucht und aufgrund der Ähnlichkeit der Merkmale mit der Pomona-Rundblattnase (Hipposideros pomona) synonymisiert.[1]

Die Gattungen Dreizahnblattnasen (Triaenops), Cloeotis, Paratriaenops und Rhinonicteris, die bis 2015 ebenfalls zu den Rundblattnasen gehörten, wurden 2015 in die Familie Rhinonycteridae gestellt. Rundblattnasen und Rhinonycteridae entstanden beide in Afrika haben sich aber vor etwa 39 Millionen Jahren in zwei sich unabhängig voneinander entwickelnde Linien getrennt.